# Čibukovac
Čibukovac (cirill betűkkel Чибуковац), település Szerbiában, a Raškai körzet Kraljevoi községében.

## Népesség
- 1948-ban 482 lakosa volt.
- 1953-ban 543 lakosa volt.
- 1961-ben 717 lakosa volt.
- 1971-ben 2 424 lakosa volt.
- 1981-ben 731 lakosa volt.
- 1991-ben 1 029 lakosa volt.
- 2002-ben 1 114 lakosa volt, akik közül 1 092 szerb (98,02%), 9 montenegrói, 4 cigány, 1 horvát, 1 macedón, 1 magyar (0,08%), 1 német és 5 ismeretlen.